# КК Орландина
КК Орландина (итал. Orlandina Basket) је италијански кошаркашки клуб из сицилијанског насеља Капо д'Орландо. У сезони 2016/17. такмичи се у Серији А Италије.

## Учинак у претходним сезонама
| Сез.     | Првенство Италије | Куп Италије  | Европско такмичење               | Европско такмичење |
| -------- | ----------------- | ------------ | -------------------------------- | ------------------ |
| 2014/15. | 14. место         | -            | -                                |                    |
| 2015/16. | 13. место         | -            | -                                |                    |
| 2016/17. | Четвртфинале ПО   | Четвртфинале | -                                |                    |
| 2017/18. | 16. место         | -            | ФИБА Лига шампиона - Групна фаза |                    |

## Познатији играчи
- Ђанлука Базиле
- Марио Делаш
- Владо Илијевски
- Симас Јасаитис
- Терел Мекинтајер
- Сами Мехија
- Војислав Стојановић
- Реџи Фриман